# Малая Ванью
Малая Ванью (устар. Мал. Ваня-Ю) — река в России, протекает по Ненецкому автономному округу. Устье реки находится в 54 км по левому берегу реки Серчейю. Длина реки составляет 42 км.

## Данные водного реестра
По данным государственного водного реестра России относится к Двинско-Печорскому бассейновому округу, водохозяйственный участок реки — Печора от впадения реки Уса до водомерного поста Усть-Цильма, речной подбассейн реки — бассейны притоков Печоры ниже впадения Усы. Речной бассейн реки — Печора.
Код объекта в государственном водном реестре — 03050300112103000073676.